# Cassagnes (Pirenéus Orientais)
Cassagnes (em catalão:  Cassanyes ou Cassanyes de la Frontera) é uma comuna francesa na região administrativa da Occitânia, no departamento dos Pirenéus Orientais. Estende-se por uma área de 15.16 km², e possui 265 habitantes, segundo o censo de 2018, com uma densidade de 17 hab/km².